# Babiana geniculata
Babiana geniculata är en irisväxtart som beskrevs av Gwendoline Joyce Lewis. Babiana geniculata ingår i släktet Babiana och familjen irisväxter. Inga underarter finns listade i Catalogue of Life.